# تاکر کارلسن
تاکر سوانسون مک‌نیر کارلسن (انگلیسی: Tucker Swanson McNear Carlson؛ زادهٔ ۱۶ مه ۱۹۶۹) مفسر سیاسی محافظه‌کار آمریکایی است که از سال ۲۰۱۶ تا ۲۰۲۳ مجری برنامه گفت‌وگوی سیاسی شبانه تاکر کارلسن تونایت در شبکه فاکس نیوز بود. پس از فسخ قراردادش با فاکس نیوز، او برنامه‌های تاکر در ایکس و تاکر کارلسن شو را میزبانی کرده است. کارلسن، که از حامیان رئیس‌جمهور دونالد ترامپ است، «شاید برجسته‌ترین حامی ترامپیسم» توصیف شده و «تأثیرگذارترین صدا در رسانه‌های جناح راست، بدون رقیب دومی» و همچنین یکی از رهبران اصلی سیاست‌های مبتنی بر دادخواهی‌های نژادی سفیدپوستان شناخته می‌شود.
کارلسن فعالیت رسانه‌ای خود را در دهه ۱۹۹۰ با نوشتن برای نشریه ویکلی استاندارد و دیگر انتشارات آغاز کرد. او از سال ۲۰۰۰ تا ۲۰۰۵ مفسر شبکه سی‌ان‌ان بود و بین سال‌های ۲۰۰۱ تا ۲۰۰۵ یکی از مجریان برنامه مناظره خبری پربیننده این شبکه، کراس‌فایر، بود. از سال ۲۰۰۵ تا ۲۰۰۸، او برنامه شبانه تاکر را در شبکه ام‌اس‌ان‌بی‌سی اجرا کرد. در سال ۲۰۰۹، کارلسن به‌عنوان تحلیلگر سیاسی به فاکس نیوز پیوست و در برنامه‌های مختلف این شبکه ظاهر شد تا اینکه برنامه اختصاصی خود را راه‌اندازی کرد. در سال ۲۰۱۰، او وب‌سایت خبری و نظری جناح راست دیلی کالر را تأسیس کرد و تا سال ۲۰۲۰ که سهام خود را فروخت و از این مجموعه جدا شد، سردبیر اولیه آن بود. کارلسن سه کتاب نوشته است: سیاستمداران، حزب‌گرایان و انگل‌ها (۲۰۰۳)، کشتی احمق‌ها (۲۰۱۸) و سرسره طولانی (۲۰۲۱).
کارلسن به دلیل ترویج ایده‌های افراطی جناح راست در سیاست و گفتمان عمومی شناخته شده است. او نظریه‌های توطئه‌ای دربارهٔ موضوعاتی مانند جایگزینی جمعیتی، کووید-۱۹، حمله ۶ ژانویه به ساختمان کنگره ایالات متحده آمریکا، و تسلیحات زیستی اوکراین را تبلیغ کرده و به دلیل اظهارات نادرست و گمراه‌کننده دربارهٔ این موضوعات و دیگر مسائل مورد توجه قرار گرفته است. اظهارات کارلسن دربارهٔ نژاد، مهاجرت، و زنان—از جمله توهین‌هایی که بین سال‌های ۲۰۰۶ تا ۲۰۱۱ در برنامه‌های رادیویی بیان کرده بود—از سوی برخی نژادپرستانه و جنسیت‌گرایانه توصیف شده و منجر به تحریم تبلیغاتی برنامه تاکر کارلسن تونایت شده است.
در آوریل ۲۰۲۳، فاکس نیوز بدون ارائه توضیح، کارلسن را اخراج کرد و برنامه‌اش را لغو نمود. این تصمیم توسط لاکلان مرداک، مدیرعامل فاکس، گرفته شد. در آن زمان، تاکر کارلسن تونایت یکی از پربیننده‌ترین برنامه‌های خبری کابلی در ایالات متحده بود. کارلسن یکی از مجریانی بود که در پرونده شکایت افترا دومینیون ووتینگ سیستمز علیه شبکه فاکس نیوز به دلیل پخش اظهارات نادرست دربارهٔ دستگاه‌های رأی‌گیری این شرکت نام برده شد. این پرونده با توافق فاکس نیوز برای پرداخت ۷۸۷٫۵ میلیون دلار و پذیرش عمومی اینکه اظهارات پخش‌شده نادرست بوده‌اند، حل‌وفصل شد.
کارلسن منتقد مهاجرت است. او که پیش‌تر طرفدار لیبرترینیسم اقتصادی بود، اکنون از سیاست‌های حمایت‌گرایانه اقتصادی حمایت می‌کند. در سال ۲۰۰۴، او از حمایت اولیه خود از جنگ عراق عقب‌نشینی کرد و از آن زمان نسبت به مداخله‌های خارجی ایالات متحده آمریکا تردید نشان داده است. گفته می‌شود او بر برخی تصمیمات دونالد ترامپ در دوران ریاست‌جمهوری‌اش تأثیر گذاشته است، از جمله لغو حمله نظامی به ایران در سال ۲۰۱۹، اخراج جان بولتون، مشاور امنیت ملی، در همان سال، و تخفیف حکم زندان راجر استون در سال ۲۰۲۰. همچنین، او در مواقعی که معتقد بود ترامپ از «ترامپیسم» منحرف شده، از او انتقاد کرده است. کارلسن اغلب از ولادیمیر پوتین، رئیس‌جمهور روسیه، دفاع کرده و در فوریه ۲۰۲۴، به‌عنوان اولین روزنامه‌نگار غربی پس از حمله روسیه به اوکراین در فوریه ۲۰۲۲، با پوتین مصاحبه کرد.

## کار
کارلسن در دهه ۱۹۹۰ خبرنگار نشریات چاپی بود و در مجلاتی چون ویکلی استاندارد می‌نوشت. او یکی از بنیانگذاران و سردبیران وبگاه وبسایت دیلی کالر است و پیشتر از مجریان کراسفایر سی‌ان‌ان و تاکر ام‌اس‌ان‌بی‌سی بوده است.
در سال ۲۰۰۹، کارلسن به عنوان تحلیلگر سیاسی به فاکس نیوز پیوست و سال ۲۰۱۶ برنامه خود با نام امشب با تاکر کارلسون را آغاز کرد. نخستین قسمت این برنامه ۳ میلیون و ۷۰۰ هزار بیننده داشت.
از ۲۴ آوریل ۲۰۱۷ امشب با تاکر کارلسن  از ساعت ۹ شب منطقه زمانی شرقی به ۸ شب که پربیننده‌ترین زمان شبکه فاکس نیوز است و پیش از آن برنامه دی اورایلی فکتر در آن پخش می‌شد، منتقل شد.
فاکس نیوز و کارلسن در ۲۴ آوریل ۲۰۲۳ به همکاری خود پایان دادند. این خبر چند روز پس از اعلام توافق فاکس نیوز با شرکت دومینیون برای پرداخت غرامت ۷۸۷ میلیون دلاری اعلام شد. دومینیون در برنامه‌های فاکس به همدستی با دموکرات‌ها برای شکست دونالد ترامپ در انتخابات ریاست جمهوری از طریق تقلب متهم شده بود. کارلسن از مجریانی بود که در این شکایت از آنها نام برده شده بود.

## بازخورد
طبق دانشنامه بریتانیکا، کارلسن به‌خاطر موفقیتش در وارد کردن دیدگاه‌ها و واژگان راست‌افراطی به جریان اصلی سیاست آمریکا شناخته شده است. این موفقیت از طریق تبلیغ مواضع افراطی در طیف گسترده‌ای از مسائل سیاسی و اجتماعی، پذیرفتن ملی‌گرایی سفیدپوستان، حمایت از رهبران اقتدارگرای کشورهای دیگر، و اتکای مداوم به ادعاهایی که به‌احتمال زیاد نادرست یا گمراه‌کننده هستند—از جمله نظریه‌های توطئه بی‌اساس، به‌دست آمده است. همچنین این دانشنامه گفته او به‌خاطر تأثیری که بر رئیس‌جمهور جمهوری‌خواه، دونالد ترامپ، داشت—کسی که بیننده همیشگی برنامه کارلسن بود—مورد توجه قرار گرفته است. در سال ۲۰۲۱، مجله تایم نوشت که کارلسن ممکن است قدرتمندترین چهره محافظه‌کار در آمریکا باشد. استراتژیست جمهوری‌خواه، جف رو، نیز افزود: «او واکنشی به دستورکار سیاسی ندارد، بلکه خودش دستورکار را تعیین می‌کند.» وبگاه خبری Mediaite هم در سال ۲۰۲۱، کارلسن را بانفوذترین فرد در رسانه‌های خبری نامید.

## زندگی شخصی
کارلسن با سوزان تامسون کارلسن (نام قبل از ازدواج: اندروز) ازدواج کرده است. آن‌ها در مدرسه سنت جورج با هم آشنا شدند؛ جایی که سوزان دختر مدیر مدرسه و کشیش آنجا بود. آن‌ها در تاریخ ۱۰ اوت ۱۹۹۱ در کلیسای همان مدرسه ازدواج کردند. آن‌ها چهار فرزند دارند. یکی از پسرانشان به نام باکلی، معاون دبیر مطبوعاتی معاون رئیس‌جمهور جی‌دی ونس است.
کارلسن در کودکی به‌عنوان عضو کلیسای اپیسکوپال غسل تعمید داده شد اما گفته که با باورهای غیر مذهبی (سکولار) بزرگ شده است. او ایمان مذهبی‌اش را مدیون همسرش می‌داند.
در سال ۲۰۱۳، گفته بود: «ما هنوز به کلیسای اسقفی می‌رویم، به دلایل پیچیده، اما واقعاً از این کلیسا در بسیاری جهات متنفرم»، و دلیلش را مخالفت با حمایت این کلیسا از ازدواج همجنس‌گرایان و حق سقط جنین عنوان کرده بود. با این حال، گفته که در کلیسا می‌ماند چون به مراسم نیایش‌سرایی علاقه و مردم کلیسا را دوست دارد.
او در سال ۲۰۰۲ مصرف الکل را کنار گذاشت. چند سال قبل‌تر، سیگار را ترک کرده بود (که از کلاس هشتم شروع کرده بود) و به آدامس نیکوتین‌دار روی آورد، که می‌گوید «همیشه آن را می‌جود». او دچار خوانش‌پریشی است. کارلسن طرفدار گروه راک گریت‌فول دد است و در بیش از ۵۰ کنسرت آن‌ها شرکت کرده است. عنوان کتاب او در سال ۲۰۱۸، (کشتی احمق‌ها)، از یکی از ترانه‌های این گروه الهام گرفته شده است.
در سال ۲۰۱۱، گروهی از معترضان جلوی خانه‌اش در منطقه کنت، واشینگتن دی‌سی، تجمع کردند. در سال ۲۰۱۷، او خانه‌اش را فروخت و خانه‌ای دیگر در همان نزدیکی خرید. در اواخر سال ۲۰۱۸ نیز معترضان دوباره جلوی خانه‌شان جمع شدند. در سال ۲۰۲۰، او خانه‌اش در کنت را فروخت و در جزیره گاسپاریلا در سواحل غربی فلوریدا خانه‌ای خرید؛ در تابستان ۲۰۲۲ نیز یک خانه دیگر در همان نزدیکی خرید. آن‌ها اکنون بخشی از سال را در ایالت مین (Maine) و در نزدیکی برایانت پاند، وودستاک زندگی می‌کنند؛ جایی که کارلسن آن را «مکان موردعلاقه‌اش در جهان» نامید.
در سپتامبر ۲۰۲۲، کارلسن در مراسم خاکسپاری سانی بارگر (رئیس باشگاه موتورسواران فرشته‌های جهنم) سخنرانی کرد. او گفت از دوران دانشجویی طرفدار بارگر بوده، جمله‌ای از او نقل کرد: «وفادار بمان، آزاد بمان، و همیشه به شرافت ارزش بده»، و افزود: «می‌خواهم به کسی که این جمله را گفته، ادای احترام کنم.» در سال ۲۰۲۴، کارلسن به یک مستندساز گفت که باور دارد توسط یک شیطان در حالی‌که در رختخواب بوده، مورد حمله قرار گرفته؛ حمله‌ای که به گفته خودش باعث خونریزی او شده است.